# Поэма (музыка)
Поэма (фр. Poéme) — инструментальная пьеса лирико-драматического характера. Отличается свободой построения и эмоциональной насыщенностью. В большинстве случаев пишется для фортепиано, иногда для смычковых инструментов с сопровождением фортепиано или оркестра. Примерами таких поэм являются поэма для скрипки и фортепиано Зденека Фибиха и поэма для скрипки и оркестра Эрнеста Шоссона.

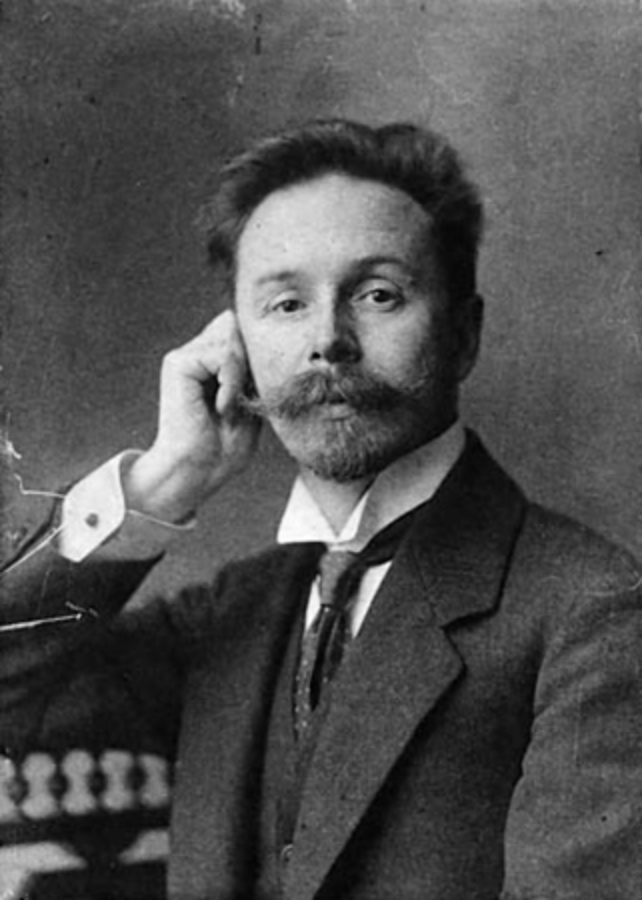
Александр Николаевич Скрябин

Прообразом поэмы стала симфоническая поэма, впервые написанная Ференцем Листом в 1848 году. Поэмы часто имеют программные заглавия и определения. Наиболее популярны поэмы Александра Скрябина: «К пламени», «Прометей», «Сатаническая поэма», Поэма экстаза и т. д.
Поэмой также принято называть крупные одночастные оркестровые программные произведения. Поэма в этом определении использовалась некоторыми композиторами взамен симфонической поэмы. Примером такого произведения являются поэмы (нем. Tondichtungen) Рихарда Штрауса. В XX веке поэмой стали называть некоторые вокальные сочинения, например, «10 поэм для хора» (1951) Дмитрия Шостаковича, «Поэма памяти Сергея Есенина» (1956) Георгия Свиридова и т. д.